# Lijst van gevolmachtigd ministers van de Nederlandse Antillen
De lijst van gevolmachtigde ministers van de Nederlandse Antillen bevat een overzicht van de gevolmachtigde ministers van het land Nederlandse Antillen in de Rijksregering sinds de instelling van de functie in 1955, als gevolg van het inwerkingtreding van het Statuut voor het Koninkrijk der Nederlanden, tot de opheffing van de Nederlandse Antillen in 2010. Tot 1 januari 1986 vertegenwoordigde de gevolmachtigde minister van de Nederlandse Antillen tevens Aruba.
Reeds in 1947 werd een officiële vertegenwoordiger van de Nederlandse Antillen in Den Haag aangesteld. Deze functie zou zich later ontwikkelen tot gevolmachtigd minister. De functie van algemeen vertegenwoordiger werd vervuld door: Moises Frumencio da Costa Gomez (1947-1948), Michael Gorsira (1948-1951) en Cola Debrot (1951-1954).
|  | Naam                   | Periode                              | Kabinet                                             | Partij        |
|  | ---------------------- | ------------------------------------ | --------------------------------------------------- | ------------- |
|  | Marcel van der Plank   | 4 juli 2009 - 10 oktober 2010        | de Jongh-Elhage I de Jongh-Elhage II                | PAR (Curaçao) |
|  | Paul Comenencia        | 23 juli 2004 - 4 juli 2009           | Ys II de Jongh-Elhage I                             | PAR (Curaçao) |
|  | Carel de Haseth        | 3 juni 2004 - 23 juli 2004           | Ys II                                               | PAR (Curaçao) |
|  | Maurice Adriaens       | 22 juli 2003 - 3 juni 2004           | Louisa-Godett                                       | FOL (Curaçao) |
|  | Carel de Haseth        | 1 januari 2000 - 22 juli 2003        | Pourier III Ys I                                    | PAR (Curaçao) |
|  | Dito Mendes de Gouveia | 1 juli 1998 - 31 december 1999       | Camelia-Römer                                       | (Curaçao)     |
|  | Carel de Haseth        | 1 mei 1994 - 1 juli 1998             | Pourier II                                          | PAR (Curaçao) |
|  | Edsel Jesurun          | 8 juni 1989 - 30 maart 1994          | Liberia-Peters II Liberia-Peters III Paula          | PNP (Curaçao) |
|  | Gualberto Hernandez    | 12 oktober 1984 - 7 juni 1988        | Liberia-Peters I Martina IV                         | DP (Curaçao)  |
|  | Marco Jesus de Castro  | 12 november 1982 - 1 oktober 1984    | Martina II Martina III                              | MAN (Curaçao) |
|  | Richard Pieternella    | 1 oktober 1982 - 12 november 1982    | Martina I                                           | URA (Curaçao) |
|  | Ronald Casseres        | 18 december 1979 - 30 september 1982 | Martina I                                           | MAN (Curaçao) |
|  | Eldred Maduro          | 1 december 1975 - 1 december 1978    | Evertsz Rozendal                                    | PNP (Curaçao) |
|  | Boy Rozendal           | 1 februari 1975 - 1 december 1975    | Evertsz                                             | DP (Curaçao)  |
|  | Richard Pieternella    | 1 januari 1974 - 31 januari 1975     | Evertsz                                             | URA (Curaçao) |
|  | Boy Rozendal           | 15 februari 1971 - 31 december 1973  | Isa-Beaujon                                         | DP (Curaçao)  |
|  | Efraïn Jonckheer       | 1 februari 1968 - 16 januari 1971    | Jonckheer IV Sprockel Petronia                      | DP (Curaçao)  |
|  | Wem Lampe              | 1 augustus 1955 - 1 februari 1968    | Jonckheer I Jonckheer II Jonckheer III Jonckheer IV | PPA (Aruba)   |